# Zdrawka Jordanowa
Zdrawka Jordanowa (bułg. Здравка Йорданова; ur. 9 grudnia 1950 w Sofii) – bułgarska wioślarka, złota medalistka olimpijska i czterokrotna medalistka mistrzostw świata.

## Kariera
Wystąpiła na igrzyskach olimpijskich w Montrealu w 1976, gdzie wraz ze Swetłą Ocetową zdobyła złoty medal w dwójkach podwójnych. W finale Bułgarki o 3,50 sekundy wyprzedziły osadę NRD i o 5,57 sekundy osadę ZSRR. Był to debiut tej konkurencji w programie olimpijskim, tym samym Bułgarki zostały pierwszymi w historii mistrzyniami olimpijskimi w dwójkach podwójnych kobiet. Na rozgrywanych cztery lata później igrzyskach olimpijskich w Moskwie w tej samej konkurencji Ocetowa i Jordanowa zajęły czwarte miejsce. Walkę o podium przegrały o 423 sekundy z osadą Rumunii.
Ponadto wspólnie z Ocetową zwyciężyła w tej konkurencji na mistrzostwach świata w Hamilton (1978), zdobywała srebrne medale na mistrzostwach świata w Amsterdamie (1977) i mistrzostwach świata w Bledzie (1979) oraz zajęła trzecie miejsce na mistrzostwach świata w Nottingham (1975). 
Po zakończeniu kariery została dziennikarką sportową. W 1991 została przewodniczącą Bułgarskiej Federacji Weteranów Sportowych. Przez pewien czas była ambasadorką Bułgarii ds. sportu, tolerancji i fair play w Radzie Europy, a następnie została oficjalną przedstawicielką Bułgarii w Europejskim Ruchu Fair Play. Ponadto jest członkinią Bułgarskiego Komitetu Olimpijskiego i Bułgarskiej Fundacji Sportu.